# Route à chaussées séparées
 (août 2021).
Si vous disposez d'ouvrages ou d'articles de référence ou si vous connaissez des sites web de qualité traitant du thème abordé ici, merci de compléter l'article en donnant les références utiles à sa vérifiabilité et en les liant à la section « Notes et références ».

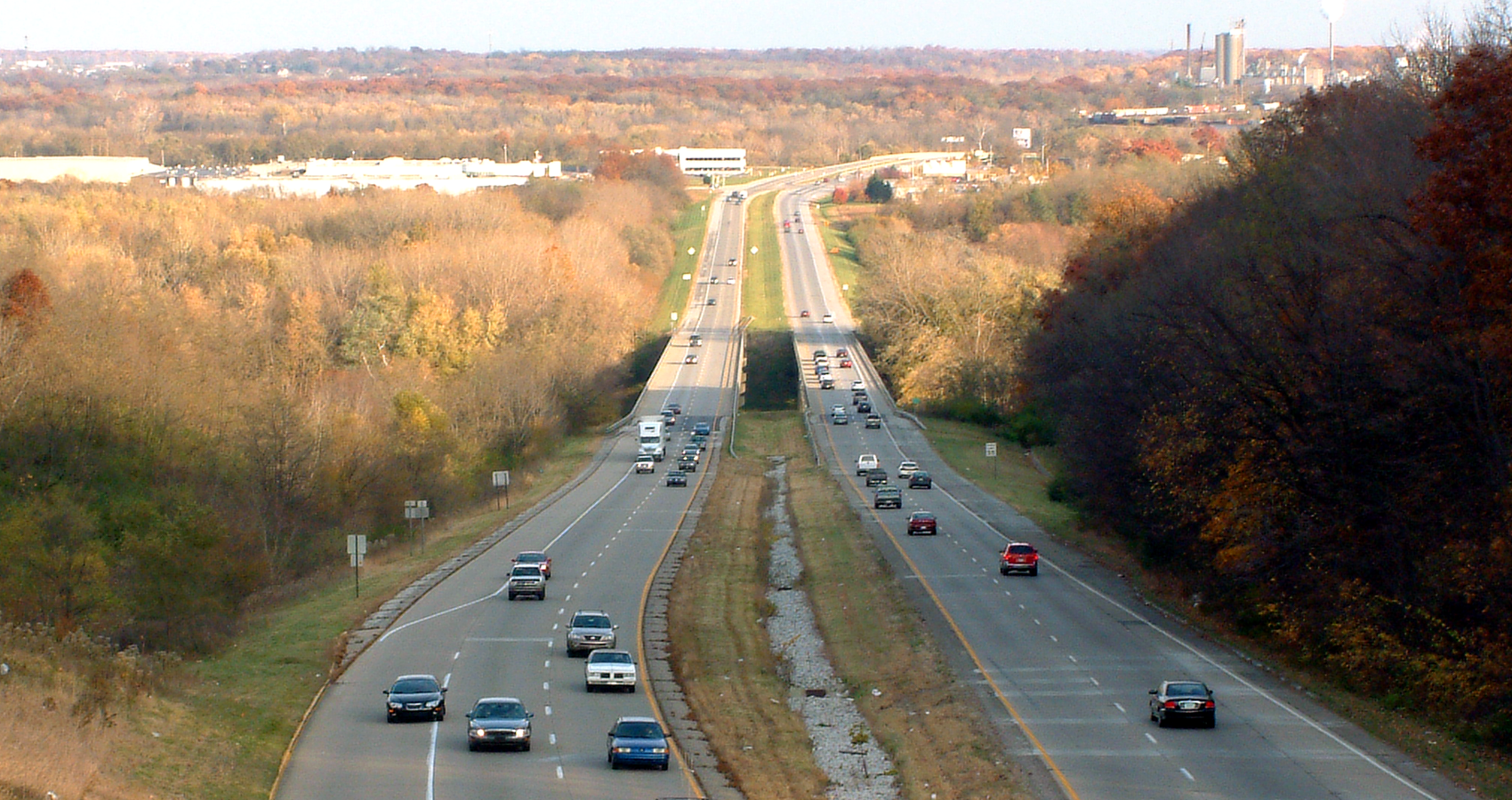
Une route à chaussées séparées aux États-Unis, séparées par un terre-plein.

Une route à chaussées séparées est une route ou autoroute, où les chaussées dédiées chacune aux deux sens de circulation sont séparées physiquement. 
La largeur de cette séparation peut varier selon les pays et les routes. 
Suivant le cas, on peut dénommer cette séparation zone centrale ou terre-plein-central. Pour des raisons de sécurité il peut exister une barrière (généralement une glissière de sécurité).
Ce type de route est généralement en mesure d'absorber (ou de supporter) plus de trafic.

## Définition
Sur une route à chaussées séparées, les deux sens de circulation sont physiquement séparés par un terre-plein central, ce qui la différencie d'une chaussée unique où les deux sens de circulation ne sont séparés que par des lignes peintes sur la chaussée, ceci quel que soit le nombre de voies de circulation dans chaque direction. Ainsi, une route à trois ou quatre voies n'est pas à double chaussée s'il n'y a pas de terre-plein central.

## Types
- Route à deux chaussées séparées
- Route à trois chaussées séparées
- Route à quatre chaussées séparées

## Limitation de vitesse

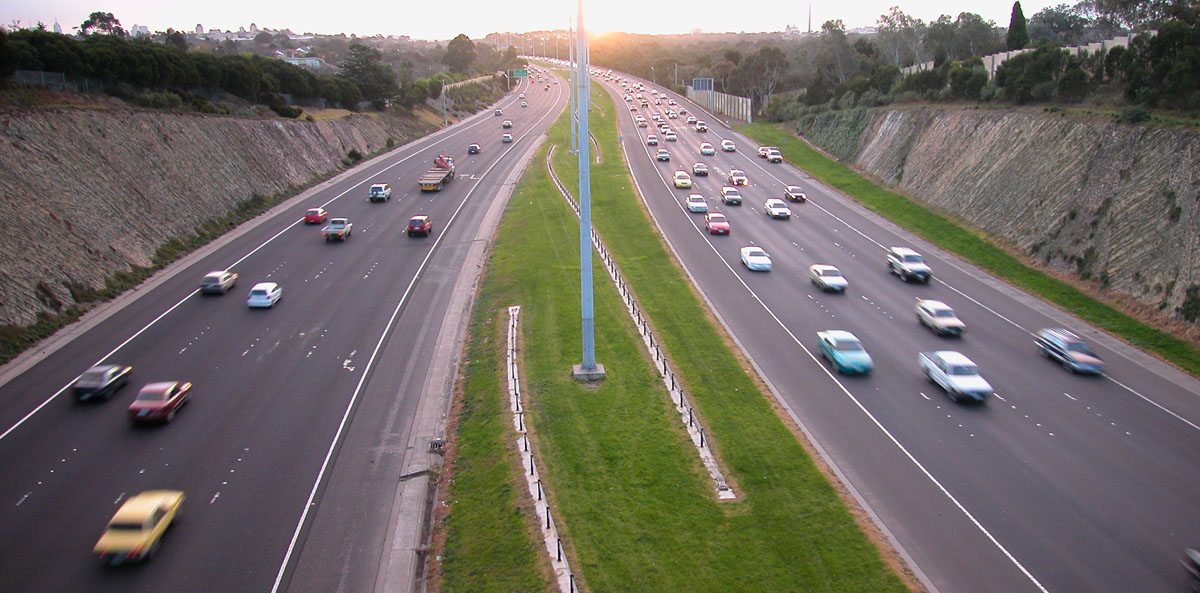
Une route à chaussées séparées en Australie

| Type de véhicule                | Limitation (en miles par heure) | Limitation de vitesse                  |
| ------------------------------- | ------------------------------- | -------------------------------------- |
| Voiture, moto                   | 70 mph                          | 113 km/h                               |
| Voiture avec caravane           | 60 mph                          | 97 km/h                                |
| Bus                             | 60 mph                          | 97 km/h                                |
| Véhicules faisant jusqu'à 7,5 t | 60 mph                          | 97 km/h                                |
| Véhicules faisant plus de 7,5 t | 60 mph                          | 97 km/h (Angleterre et pays de Galles) |
| Véhicules faisant plus de 7,5 t | 50 mph                          | 80 km/h (Écosse et Irlande du Nord)    |